# Brian Thong
Brian Thong (Phanat Nikhom, 5 januari 1994) is een Nederlands voetballer van Thaise afkomst die bij voorkeur als middenvelder speelt.

## Clubcarrière
Van 2013 tot 2015 speelde hij bij Roda JC Kerkrade, dat hem overnam van de jeugdopleiding van Feyenoord/Excelsior Rotterdam, waar hij sinds 2008 speelde.
Op 25 augustus 2014 maakte Thong zijn debuut in het betaalde voetbal door in de verloren wedstrijd tegen FC Volendam in de 46e minuut in te vallen voor de geblesseerd geraakte Mitchel Paulissen.

## Statistieken
| Seizoen         | Club             |                    | Competitie      | Competitie | Competitie | Beker | Beker | Internationaal | Internationaal | Totaal | Totaal |
| Seizoen         | Club             | Wed.               | Competitie      | Dlp.       | Wed.       | Dlp.  | Wed.  | Dlp.           | Wed.           | Dlp.   |        |
| --------------- | ---------------- | ------------------ | --------------- | ---------- | ---------- | ----- | ----- | -------------- | -------------- | ------ | ------ |
| 2014/15         | Roda JC Kerkrade | Vlag van Nederland | Eerste divisie  | 1          | 0          | 0     | 0     | –              | –              | 1      | 0      |
| Club totaal     | Club totaal      | Club totaal        | Club totaal     | 1          | 0          | 0     | 0     | –              | –              | 1      | 0      |
| Carrière totaal | Carrière totaal  | Carrière totaal    | Carrière totaal | 1          | 0          | 0     | 0     | –              | –              | 1      | 0      |

Bijgewerkt t/m 11 oktober 2014